# Bridgeport Islanders
Die Bridgeport Islanders sind eine Eishockeymannschaft in der American Hockey League (AHL). Sie spielen in Bridgeport, Connecticut in der Total Mortgage Arena und kooperieren seit ihrer Gründung 2001 mit den New York Islanders. Von 2001 bis 2021 firmierten sie als Bridgeport Sound Tigers, bevor sie den Namen ihres NHL-Partners annahmen.

## Geschichte
Die Bridgeport Sound Tigers wurden 2001 als das AHL-Farmteam der New York Islanders gegründet. Bereits im ersten Jahr ihres Bestehens feierten sie ihren bislang größten Erfolg mit dem Gewinn ihrer Conference und dem Erreichen des Calder-Cup-Finals, bei dem die Mannschaft allerdings den Chicago Wolves in fünf Spielen unterlag. Cheftrainer war damals der ehemalige Islanders-Trainer Steve Stirling. In den folgenden Jahren kam das Team allerdings nie über die zweite Runde der Playoffs hinaus bzw. qualifizierte sich häufig gar nicht. Seit 2014 ist der Kanadier Brent Thompson als Cheftrainer im Amt.
Am 10. Mai 2021 wurde bekanntgegeben, dass das Team zur Saison 2021/22 in „Bridgeport Islanders“ umbenannt wird, um die Verbindung zum NHL-Team der New York Islanders stärker auszudrücken. Die Teamfarben blieben erhalten, jedoch erhielten die Islanders ein neues Logo.
Als Maskottchen der Bridgeport Sound Tigers fungiert ein anthropomorpher, blauer Tiger namens Storm.

## Spieler

### NHL
Folgende Spieler spielten in ihrer Karriere je 100 Spiele für die Sound Tigers und in der National Hockey League. Die Auflistung erhebt keinen Anspruch auf Vollständigkeit.
| - Sean Bergenheim - Blake Comeau - Rick DiPietro - Bruno Gervais - Eric Godard | - Ben Guité - Jeff Hamilton - Trent Hunter - Jesse Joensuu - Andrew MacDonald | - Frans Nielsen - Trevor Smith - Jeff Tambellini - Raffi Torres |

### Mannschaftskapitäne
| - Alan Letang (2001–2004) - Keith Aldridge, Richard Seeley & Ed Campbell (2004–2005) - Kevin Colley (2005–2006) - Mark Wotton (2006–2011) | - Jeremy Colliton (2011–2012) - Colin McDonald & Matt Watkins (2012–2013) - Chris Bruton (2013–2014) - Aaron Ness (2014–2015) |

## Trainerhistorie
| - Steve Stirling (2001–2003) - Greg Cronin (2003–2005) - Dave Baseggio (2005–2006) - Dan Marshall (2006–2007) - Jack Capuano (2007–2010) | - Pat Bingham (2010–2011) - Brent Thompson (2011–2012) - Scott Pellerin (2012–2014) - Brent Thompson (seit 2014) |

## Saisonstatistik
Abkürzungen: GP = Spiele, W = Siege, L = Niederlagen, T = Unentschieden, OTL = Niederlagen nach Overtime, SOL = Niederlagen nach Shootout, Pts = Punkte, GF = Erzielte Tore, GA = Gegentore
| Saison  | GP   | W   | L   | T  | OTL | SOL | GF   | GA   | Pts  | Platzierung (Division) | Playoffs |
| 2001/02 | 80   | 43  | 25  | 8  | 4   | —   | 240  | 192  | 98   | 1. (East)              | Sieg im Conference-Viertelfinale, 3:1 (Manitoba) Sieg im Conference-Halbfinale, 4:0 (St. John’s) Sieg im Conference-Finale, 4:3 (Hamilton) Niederlage im Calder-Cup-Finale, 1:4 (Chicago) |
| 2002/03 | 80   | 40  | 26  | 11 | 3   | —   | 219  | 198  | 94   | 2. (East)              | Sieg im Conference-Viertelfinale, 3:0 (Manchester) Niederlage im Conference-Halbfinale, 2:4 (Binghamton)                                                                                  |
| 2003/04 | 80   | 41  | 23  | 12 | 4   | —   | 178  | 140  | 98   | 2. (East)              | Niederlage im Conference-Viertelfinale, 3:4 (Wilkes-Barre/Scranton) |
| 2004/05 | 80   | 37  | 38  | 1  | 4   | —   | 192  | 222  | 79   | 6. (East)              | nicht qualifiziert |
| 2005/06 | 80   | 38  | 33  | —  | 6   | 3   | 246  | 253  | 85   | 4. (East)              | Niederlage im Conference-Viertelfinale, 3:4 (Wilkes-Barre/Scranton) |
| 2006/07 | 80   | 36  | 37  | —  | 1   | 6   | 229  | 267  | 79   | 5. (East)              | nicht qualifiziert |
| 2007/08 | 80   | 40  | 36  | —  | 1   | 3   | 225  | 240  | 84   | 5. (East)              | nicht qualifiziert |
| 2008/09 | 80   | 49  | 23  | —  | 3   | 5   | 241  | 212  | 106  | 2. (East)              | Niederlage im Conference-Viertelfinale, 1:4 (Wilkes-Barre/Scranton) |
| 2009/10 | 80   | 38  | 32  | —  | 4   | 6   | 201  | 220  | 86   | 5. (Atlantic)          | Niederlage im Conference-Viertelfinale, 1:4 (Hershey) |
| 2010/11 | 80   | 30  | 39  | —  | 4   | 7   | 218  | 266  | 71   | 7. (Atlantic)          | nicht qualifiziert |
| 2011/12 | 76   | 41  | 26  | —  | 3   | 6   | 233  | 219  | 91   | 1. (Northeast)         | Niederlage im Conference-Viertelfinale, 0:3 (Connecticut) |
| 2012/13 | 76   | 32  | 32  | —  | 7   | 5   | 218  | 242  | 76   | 3. (Northeast)         | nicht qualifiziert |
| 2013/14 | 76   | 28  | 40  | —  | 2   | 6   | 183  | 238  | 64   | 5. (Northeast)         | nicht qualifiziert |
| 2014/15 | 76   | 28  | 40  | —  | 7   | 1   | 213  | 246  | 64   | 5. (Northeast)         | nicht qualifiziert |
| Gesamt  | 1104 | 521 | 450 | 31 | 53  | 49  | 1175 | 3036 | 3155 |                        | 7 Playoff-Teilnahmen 11 Serien: 4 Siege, 7 Niederlagen 56 Spiele: 25 Siege, 31 Niederlagen                                                                                                |

## Franchiserekorde
Im Folgenden werden ausgewählte Spielerrekorde des Franchise sowohl über die gesamte Karriere als auch über einzelne Spielzeiten aufgeführt.
|                           | Name             | Anzahl                       |
| Meiste Spiele             | Mark Wotton      | 368 (in 5 Spielzeiten)       |
| Meiste Tore               | Jeff Hamilton    | 89                           |
| Meiste Vorlagen           | Jeremy Colliton  | 126                          |
| Meiste Punkte             | Jeremy Colliton  | 203 (77 Tore + 126 Vorlagen) |
| Meiste Strafminuten       | Brett Gallant    | 857                          |
| Meiste Shutouts           | Wade Dubielewicz | 15                           |
| Meiste Siege als Torhüter | Wade Dubielewicz | 81                           |

|                               | Name             | Anzahl                     | Saison  |
| Meiste Tore                   | Jeremy Colliton  | 43                         | 2003/04 |
| Meiste Vorlagen               | Rob Collins      | 48                         | 2005/06 |
| Meiste Punkte                 | Jeff Tambellini  | 76 (38 Tore + 38 Vorlagen) | 2007/08 |
| Meiste Punkte als Verteidiger | Ray Giroux       | 53 (13 Tore + 40 Vorlagen) | 2001/02 |
| Meiste Strafminuten           | Eric Godard      | 295                        | 2004/05 |
| Meiste Shutouts               | Wade Dubielewicz | 9                          | 2003/04 |
| Meiste Siege als Torhüter     | Rick DiPietro    | 30                         | 2001/02 |